# ルネッサンス (映画)
ルネッサンス（Renaissance）は、2006年のアニメ映画。モーションキャプチャ技術を駆使している。アヌシー国際アニメーション映画祭長編アニメ部門グランプリ受賞。
近未来のパリを舞台としたSFアクション・フィルム・ノワール。モノクロームだが一部カラーがある。
監督が大きな影響を受けた大好きだという作品が押井守監督の『GHOST IN THE SHELL / 攻殻機動隊』。「雨のシーンがとても美しいんだけど、ゆったりとしたリズムが好きだね」とその映像が醸し出すリズムは本作にも引用されている。

## ストーリー
世界的な医療会社「アヴァロン」の女性研究員イローナが誘拐される。主人公のカラス警部は、イローナの姉であり誘拐される直前に彼女に会っていたビスレーンに接触。様々な人と関わりながら捜査を進めていくカラス警部であったが、やがてイローナが研究していた驚愕の内容と、それをアヴァロンが狙っていることを知る。

## 声の出演
※括弧内は日本語吹替
- バーテレミー・カラス - ダニエル・クレイグ（小杉十郎太）
- イローナ・タジエフ - ロモーラ・ガライ（平野綾）
- ビスレーン・タジエフ - キャサリン・マコーマック（朴璐美）
- ジョナス・ムラー博士 - イアン・ホルム（清川元夢）
- ポール・ダレンバック - ジョナサン・プライス（佐々木勝彦）
- ヌスラット・ファーフェラ - ケヴォルク・マリキャン（英語版）（長克巳）

## スタッフ
- 監督：クリスチャン・ヴォルクマン（フランス語版）
- 脚本：アレクサンドル・ド・ラ・パトリエール（フランス語版）、マチュー・デラポルト（フランス語版）
- 音楽：ニコラス・ドッド（フランス語版）
- キャラクターデザイン：ジュリアン・ルノー
- デザイン原案：クリスチャン・ヴォルクマン
- 上映時間：106分